# Rita Levi-Montalcini
Rita Levi-Montalcini (Torino, 22 aprile 1909 – Roma, 30 dicembre 2012) è stata una neurologa italiana.
Negli anni cinquanta, con le sue ricerche, scoprì e illustrò il fattore di accrescimento della fibra nervosa NGF (nella fattispecie della struttura assonale), e per tale scoperta è stata insignita nel 1986 del premio Nobel per la medicina. Insignita anche di altri premi, è stata la prima donna a essere ammessa alla Pontificia accademia delle scienze. Il 1º agosto 2001 è stata nominata senatrice a vita dal Presidente della Repubblica Carlo Azeglio Ciampi "per aver illustrato la Patria con altissimi meriti nel campo scientifico e sociale". È stata socia nazionale dell'Accademia dei Lincei per la classe delle scienze fisiche e socia-fondatrice della Fondazione Idis-Città della Scienza.

## Biografia
(Primo Levi)

### I primi anni
Nata in una famiglia ebrea sefardita, figlia dell'ingegnere elettrotecnico Adamo Levi (1867-1932) e della pittrice Adele Montalcini (1879-1963) e sorella di Gino (1902-1974), scultore e architetto noto negli anni trenta, e Anna (1905–2000), Rita nacque nel 1909 a Torino insieme alla sorella gemella Paola (1909-2000), nota pittrice. In merito alla propria educazione familiare, scriverà:
I genitori, molto colti, instillarono nei figli il proprio apprezzamento per la ricerca intellettuale. Trascorse l'infanzia e l'adolescenza in un ambiente sereno, anche se dominato da una concezione vittoriana dei rapporti con i genitori, dei ruoli femminili e maschili e dalla forte personalità del padre, convinto che una carriera professionale avrebbe interferito con i doveri di una moglie e di una madre. Nonostante l'opinione del padre, decise nell'autunno del 1930 di studiare Medicina e Chirurgia all'Università degli Studi di Torino; la scelta di medicina fu determinata dal fatto che in quell'anno si ammalò e morì di cancro la sua amata governante Giovanna Bruatto.
Sempre nel 1930 entrò nella scuola medica dell'istologo Giuseppe Levi (padre di Natalia Ginzburg), dove cominciò gli studi sul sistema nervoso che avrebbe proseguito per tutta la vita. Ebbe come compagni universitari due futuri premi Nobel, Salvador Luria e Renato Dulbecco. Tutti e tre furono studenti di Giuseppe Levi, verso il quale si sentirono in debito per la formazione in scienze biologiche e per aver insegnato loro come affrontare i problemi scientifici in modo rigoroso, in un momento in cui tale approccio era ancora abbastanza inusuale; fu lo stesso Levi a introdurre in Italia il metodo di coltivazione in vitro.
Nel 1936 il rettore dell'Università di Torino, Silvio Pivano, le conferì la laurea in Medicina e Chirurgia con 110 e lode; successivamente si specializzò in neurologia e psichiatria, ancora incerta se dedicarsi completamente alla professione medica o allo stesso tempo portare avanti le ricerche in neurologia. Fu assistente volontaria nella clinica delle malattie nervose e mentali dal 1º gennaio 1938, ma per effetto delle leggi razziali venne sospesa. Poté completare gli studi senza borsa di studio, in quanto già regolarmente iscritta e non fuori corso, ottenendo il diploma di specializzazione in neuropatologia e psichiatria.

### Le persecuzioni razziali e la seconda guerra mondiale
In seguito alle leggi razziali del 1938, Levi-Montalcini, in quanto ebrea, fu costretta a emigrare nel marzo del 1939 in Belgio, dove si trovavano già il suo maestro Giuseppe Levi e la sorella Anna insieme alla famiglia, sebbene stesse ancora terminando gli studi specialistici di psichiatria e neurologia. Fu ospite dell'istituto di neurologia dell'Università di Bruxelles, dove continuò gli studi sul differenziamento del sistema nervoso.
Il giorno prima di Natale del 1939, insieme alla famiglia, tornò in auto dal Belgio a Torino, dove, durante l'inverno del 1940, allestì un laboratorio domestico situato nella sua camera da letto per proseguire le sue ricerche, ispirate da un articolo di Viktor Hamburger del 1934 che riferiva sugli effetti dell'estirpazione degli arti negli embrioni di pulcini. Il suo progetto era appena partito quando Giuseppe Levi, scappato dal Belgio invaso dai nazisti, ritornò a Torino e si unì a lei, diventando così, con suo grande orgoglio, il suo primo e unico assistente. Il loro obiettivo era quello di comprendere il ruolo dei fattori genetici e di quelli ambientali nella differenziazione dei centri nervosi. In quel laboratorio Rita Levi-Montalcini e Giuseppe Levi scoprirono il fenomeno della morte di intere popolazioni nervose nelle fasi iniziali del loro sviluppo, fenomeno compreso nei suoi meccanismi solo tre decenni più tardi (1972) e definito con il termine apoptosi. Il pesante bombardamento di Torino da parte delle forze aeree angloamericane nel 1941 rese indispensabile abbandonare la città e Levi-Montalcini si rifugiò in una villa sulle colline astigiane, che apparteneva alla famiglia della sorella Anna, nella zona di Valle San Pietro, dove ricostruì il suo piccolo laboratorio e riprese gli esperimenti. Nel 1943 l'invasione dell'Italia da parte delle forze armate tedesche li costrinse ad abbandonare il loro rifugio, ormai pericoloso. L'8 settembre 1943, il fratello Gino si sposò e, dopo un breve viaggio di nozze ad Oropa, decise di portare nel Sud Italia tutta la famiglia: la madre, la giovane moglie e le sorelle. Iniziarono un pericoloso viaggio che si concluse a Firenze, ospiti della famiglia Lurini, la cui figlia, la pittrice Marisa Mori, era amica di Paola.
I Levi-Montalcini sopravvissero all'Olocausto rimanendo nascosti a Firenze, divisi in vari alloggi, sino alla liberazione della città, cambiando spesso abitazione per non incorrere nel rischio di essere catturati. Una volta furono salvati da una domestica, che li fece scappare appena in tempo. Nel periodo dell'occupazione nazista, a Firenze, Levi-Montalcini entrò in contatto con le forze partigiane del Partito d'Azione.
Nell'agosto 1944 gli Alleati e i partigiani costrinsero i tedeschi a lasciare Firenze. Rita divenne allora medica presso il quartier generale anglo-americano. Come tale venne assegnata al campo dei rifugiati di guerra provenienti dal Nord Italia, trattando le epidemie di malattie infettive e di febbre tifoide. Qui si accorse però che quel lavoro non era adatto a lei, in quanto non riusciva a costruire il necessario distacco personale dal dolore dei pazienti. Lavoro da lei stessa definito difficile e penoso per il diffondersi delle epidemie:
(Rita Levi-Montalcini)
Terminata la guerra, nel 1945 tornò con la famiglia a Torino, dove riprese gli studi accademici grazie all'aiuto di Giuseppe Levi.

### Gli studi e la carriera negli Stati Uniti

Rita Levi Montalcini durante una lectio magistralis alla Scuola militare "Nunziatella" (1990)

Nel 1946 il biologo chimico Viktor Hamburger, i cui studi erano stati oggetto di verifica negli esperimenti condotti con Levi durante il periodo della guerra, la invitò a Saint Louis, a proseguire le ricerche e a cercare di comprendere la natura delle differenze dei risultati ottenuti, presso il Dipartimento di zoologia della Washington University. Tra le altre cose continuò le ricerche embrionali sui polli, portando sul terreno sperimentale il problema delle relazioni tra neurosviluppo e periferia organica.
Innestando in embrioni di pollo frammenti di speciali tumori, poté osservare il prodursi di un "gomitolo" di fibre nervose a carico delle cellule gangliari, deducendone l'ipotesi di un fattore chimico, liberato dal tessuto ospite e attivo sullo sviluppo dei neuroni. Tra la fine del 1950 e il 1951, agganciandosi alle ricerche dell'embriologo Elmer Bueker, delineò l'idea di un agente promotore della crescita nervosa, presentando nel dicembre 1951 presso la New York Academy of Sciences la sua tesi che cercava di spiegare la differenziazione dei neuroni e la crescita di fibre nervose, l'esistenza di fattori liberati da altre cellule capaci di controllare questa differenziazione. La tesi venne approfondita e precisata con nuove esperienze, condotte nel 1952 con la coltura in vitro all'Istituto di biofisica dell'Università di Rio de Janeiro, in collaborazione con Hertha Meyer.
Certa di rimanere negli Stati Uniti solo pochi mesi, quella che doveva essere una breve permanenza si rivelò poi una scelta trentennale. Fino al 1977 rimase negli USA, dove realizzò gli esperimenti fondamentali che la condussero, nel 1951-52, durante la sperimentazione di un trapianto di tumore di topo sul sistema nervoso dell'embrione di un pulcino, alla scoperta del fattore di crescita nervoso, una proteina che gioca un ruolo essenziale nella crescita e differenziazione delle cellule nervose sensoriali e simpatiche.
Nel 1954, continuando nelle analisi in vitro e in collaborazione col suo allievo biochimico Stanley Cohen, giunse all'isolamento di una frazione nucleoproteica tumorale e all'identificazione di tale sostanza presente in quantità ingenti nel veleno dei serpenti e nella ghiandola salivare dei topi: una proteina che viene sintetizzata da quasi tutti i tessuti e in particolare dalle ghiandole esocrine, con cui meglio accertò la molecola proteica tumorale, chiarificandone i meccanismi di crescita e di differenziazione cellulare. Designata come nerve growth factor (NGF), essa si sarebbe dimostrata attiva sul differenziamento, il trofismo e il tropismo di determinati neuroni del sistema nervoso periferico e del cervello. La loro ricerca è stata di fondamentale importanza per la comprensione della crescita delle cellule e degli organi e svolge un ruolo significativo nella comprensione del cancro e di malattie come l'Alzheimer e il Parkinson.
Questa scoperta "andava contro l'ipotesi dominante nel mondo scientifico che il sistema nervoso fosse statico e rigidamente programmato dai geni". Sviluppi successivi poterono chiarire appieno il significato di questa scoperta: alcune cellule del sistema simpatico sono stimolate dall'organo di cui regolano l'attività ed una maggior richiesta è in grado di modificare in senso ipertrofico le cellule di questo sistema. Dopo aver sperimentato che, trattando alcuni topi con un siero NGF, questi presentavano gravi problemi neuroendocrini, dovuti ad alterazioni irreversibili dell'ipotalamo, Rita Levi-Montalcini lo utilizzò per controllare la crescita dei tumori delle cellule nervose.
Nel 1956 venne nominata professoressa associata e nel 1958 professoressa ordinaria di zoologia presso la Washington University di Saint Louis e, nonostante inizialmente volesse rimanere in quella città solo un anno, vi lavorò e vi insegnò fino al suo pensionamento, avvenuto nel 1977. Grazie alle trentennali ricerche sull'NGF e sul suo meccanismo d'azione, nel 1986 ricevette il Premio Nobel per la medicina insieme al biochimico Stanley Cohen. Nella motivazione del premio si legge: «La scoperta dell'NGF all'inizio degli anni cinquanta è un esempio affascinante di come un osservatore acuto possa estrarre ipotesi valide da un apparente caos. In precedenza i neurobiologi non avevano idea di quali processi intervenissero nella corretta innervazione degli organi e tessuti dell'organismo». Il Nobel fu oggetto di contestazione nel 1994, in seguito alle dichiarazioni di Duilio Poggiolini, il quale insinuò che il premio fosse stato elargito a seguito dei 14 miliardi di lire versati dalla Fidia alla Fondazione Nobel, dichiarazioni che suscitarono l'immediata reazione della Fondazione stessa.

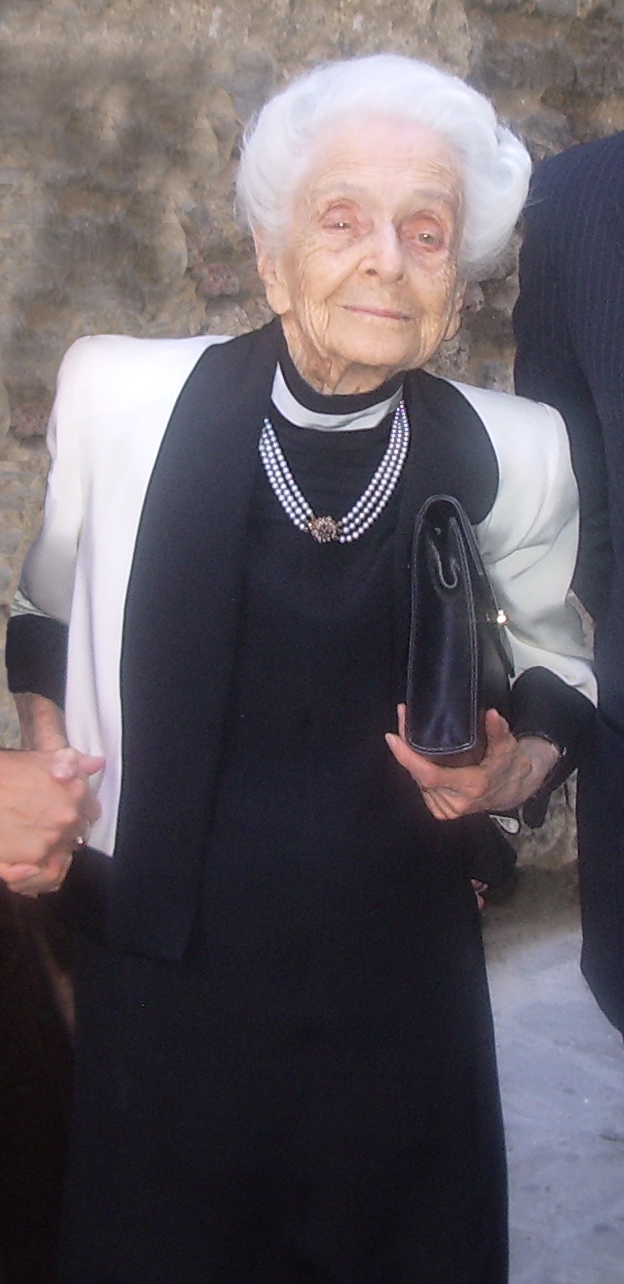
Rita Levi-Montalcini nel 2007

La scienziata devolse una parte dell'ammontare del premio alla comunità ebraica per la costruzione di una nuova sinagoga a Roma. Nel 1987 ricevette dal Presidente degli Stati Uniti Ronald Reagan la National Medal of Science, l'onorificenza più alta del mondo scientifico statunitense.

### Il lavoro in Italia
Durante la carriera negli Stati Uniti, lavorò assiduamente anche in Italia: fondò un gruppo di ricerche e dal 1961 al 1969 diresse il Centro di Ricerche di neurobiologia creato dal Consiglio Nazionale delle Ricerche (Roma) presso l'Istituto Superiore di Sanità, in collaborazione con l'Istituto di Biologia della Washington University, e dal 1969 al 1979 rivestì la carica di Direttrice del Laboratorio di biologia cellulare del Consiglio Nazionale delle Ricerche (CNR). Dopo essersi ritirata da questo incarico "per raggiunti limiti d'età", proseguì i suoi studi come ricercatrice e fu Guest professor dal 1979 al 1989. Nel 1983 fu chiamata a ricoprire anche la posizione di presidente dell'Associazione Italiana Sclerosi Multipla, in quanto non aveva mai smesso di seguire le ricerche su questa patologia.
Dal 1989 al 1995 lavorò presso l'Istituto di neurobiologia del CNR con la qualifica di "super esperto", concentrandosi sullo spettro di azione dell'NGF. Dal 1993 al 1998 è stata presidente dell'Istituto dell'Enciclopedia Italiana, istituzione che è riuscita a rilanciare in quegli anni. Nel 1999 è stata nominata ambasciatrice dell'Organizzazione per l'Alimentazione e l'Agricoltura (FAO) dal direttore generale Jacques Diouf, per contribuire alla sua campagna contro la fame nel mondo.
All'età di circa 90 anni è diventata parzialmente cieca a causa di una maculopatia degenerativa.
È stata membro delle maggiori accademie scientifiche internazionali, come l'Accademia Nazionale dei Lincei, l'Accademia Nazionale delle Scienze, la Pontificia accademia delle scienze (dal 24/06/1974), la National Academy of Sciences statunitense e la Royal Society. È stata inoltre presidente onoraria dell'Associazione Italiana Sclerosi Multipla. Ha collaborato con l'Istituto Europeo di Ricerca sul Cervello (Fondazione EBRI, European Brain Research Institute), da lei fondato nel 2001, presso il quale ha proseguito, fino a poco tempo prima di morire, la sua attività di ricerca, affiancata da un costante impegno in campo sociale e politico e sostanziata dalla profonda riflessione etica che ne ha animato l'intero percorso di vita.
Nel 2009 è diventata la prima persona insignita del premio Nobel a raggiungere il secolo di vita. È stata altresì la più anziana tra i senatori e senatrici a vita in carica nonché della storia repubblicana italiana. Più anziano di lei fu solamente il senatore Giovanni Battista Borea d'Olmo, in carica all'epoca del Regno d'Italia, vissuto fino all'età di 105 anni. In occasione del compimento dei cento anni ebbe modo di dichiarare: "Il corpo faccia quello che vuole. Io non sono il corpo: io sono la mente".

### Morte
Rita Levi-Montalcini è morta il 30 dicembre 2012, all'età di 103 anni, nella sua abitazione romana di viale di Villa Massimo, nei pressi di Villa Torlonia. Il 31 dicembre fu allestita la camera ardente presso il Senato e il giorno seguente la salma venne trasferita a Torino, accolta da una breve cerimonia privata con rito ebraico, date le origini ebraiche della famiglia, nonostante Levi-Montalcini si fosse dichiarata più volte atea nella vita. Il 2 gennaio 2013 si svolsero i funerali in forma pubblica. Le sue ceneri sono state tumulate nella tomba di famiglia presso il settore ebraico del cimitero monumentale di Torino.

## Ruolo nel mondo scientifico come donna e scienziata
(Rita Levi-Montalcini)
Levi-Montalcini sostenne sempre di sentirsi una donna libera; cresciuta in «un mondo vittoriano, nel quale dominava la figura maschile e la donna aveva poche possibilità», dichiarò d'averne «risentito, poiché sapevo che le nostre capacità mentali - uomo e donna - son le stesse: abbiamo uguali possibilità e differente approccio».
Riguardo alla propria esperienza di donna che dedicò tutta la propria vita alla ricerca e all'insegnamento in ambito scientifico, descrisse i rapporti con collaboratori e studiosi come sempre amichevoli e paritari e sostenne che le donne, pur costituendo al pari degli uomini un immenso serbatoio di potenzialità, sono lontane dal raggiungimento di una piena parità sociale.
La prima metà degli anni settanta la vide partecipe dell'attività del Movimento di Liberazione Femminile per la regolamentazione dell'aborto. La scienziata dichiarò, durante alcune interviste, una manifesta attribuzione di questa visione di vita a quanto appreso dal padre: "Da bambine mio padre ripeteva a mia sorella e a me che dovevamo essere libere pensatrici. E noi siamo diventate libere pensatrici prima ancora di sapere cosa volesse dire pensare".

## Ruolo pubblico

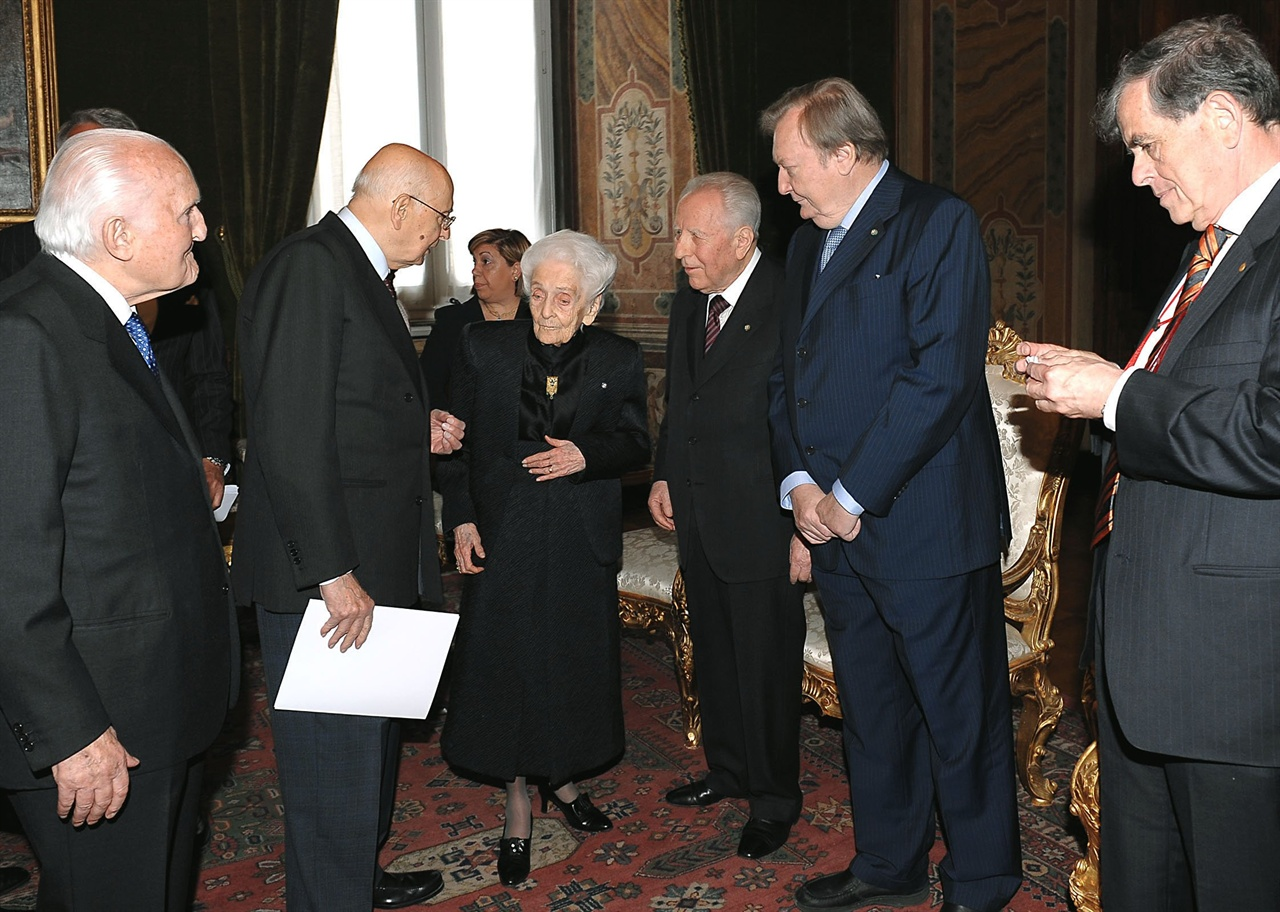
Rita Levi-Montalcini in compagnia di Giorgio Napolitano, Oscar Luigi Scalfaro, Carlo Azeglio Ciampi, Carlo Rubbia, Aaron Ciechanover e Giuseppina Tripodi, in occasione del centesimo compleanno della scienziata

Spesso attiva in campagne di interesse politico e sociale, come quelle contro le mine anti-uomo o per la responsabilità degli scienziati nei confronti della società, nel 1992 istituì in memoria del padre, con la sorella gemella Paola, la Fondazione Rita Levi-Montalcini, rivolta alla formazione dei giovani, nonché al conferimento di borse di studio universitarie alle giovani studentesse africane (progetto "Un convitto per le ragazze Tuareg"), con l'obiettivo di creare una classe di giovani donne che svolgessero un ruolo da leader nella vita scientifica e sociale del proprio paese.
Ha ricoperto tra il 1993 e il 1998 la carica di presidente dell'Istituto della Enciclopedia Italiana fondata da G. Treccani, istituzione che è riuscita a rilanciare in quegli anni con l'allargamento della partecipazione societaria.
Nel 1998 cofondò la sezione italiana di Green Cross International, riconosciuta dalle Nazioni Unite e presieduta da Michail Gorbačëv, della quale fu consigliere. Significativo l'impegno nella prevenzione dei conflitti legati allo sfruttamento delle risorse naturali, con particolare riferimento alla protezione e all'accesso alle risorse idriche.
Nel 1998 si schierò a favore della fine del proibizionismo, aderendo all'appello rivolto al Segretario generale delle Nazioni Unite con il quale si auspicava la liberalizzazione della droga ai fini di sottrarre i giovani al mercato illegale. Negli anni successivi, tuttavia, dichiarò che il consumo di droghe leggere può favorire l'accesso a droghe più forti.
Fu testimonial in due spot televisivi (i cui compensi furono devoluti in beneficenza): nel 2001 per Telecom Italia e nel 2005 per Sky Italia.
Con la vittoria de L'Unione di Romano Prodi alle elezioni politiche del 2006, la scienziata, in qualità di senatrice a vita, accordò la fiducia al governo Prodi II. In quel periodo, a causa della propria ridotta capacità visiva, rifiutò la presidenza provvisoria del Senato, che le sarebbe spettata per anzianità nel periodo d'elezione. In tutti gli scrutini dichiarò di aver votato Franco Marini. Sostenne il governo Prodi fino alla sua caduta, pur senza partecipare ai lavori delle commissioni parlamentari. Per questo motivo nell'ottobre del 2007 l'ex ministro di Alleanza Nazionale Francesco Storace la contestò, ironizzando sull'età e suggerendo di fornirle un paio di stampelle, ricevendo risposta con una lettera pubblicata dal quotidiano La Repubblica. Il Presidente della Repubblica Giorgio Napolitano censurò il giorno successivo l'intervento di Storace, scatenando un acceso dibattito sfociato in una denuncia per offesa all'onore e al prestigio del Presidente della Repubblica (articolo 278 del codice penale) a carico di Storace.
Negli stessi giorni la Lega Nord propose un emendamento alla legge finanziaria per abolire e spostare alcuni stanziamenti pubblici dalla fondazione EBRI, centro di ricerca sul cervello a Roma voluto dalla scienziata, in collaborazione con la Fondazione S. Lucia e dal CNR, verso la Fondazione di ricerca dell'Ospedale San Raffaele di Milano, fra i cui soci risultava Fininvest, società della famiglia del leader della Casa delle Libertà di cui la Lega stessa faceva parte e che già con la Finanziaria 2005 aveva ricevuto 15 milioni di euro. Levi-Montalcini intervenne in aula per spiegare la propria decisione di non partecipare alla votazione sull'emendamento per conflitto di interessi, affermando: «Signor Presidente, io non voterò, ma ringrazio molto quanti si rendono conto dell'attività svolta dall'istituto EBRI per la scienza italiana. Sono veramente molto grata a tutti coloro che si rendono conto di quanto stiamo facendo per la scienza, che mai è stata così utilmente portata avanti. Grazie infinite». L'emendamento della Lega Nord venne in seguito respinto a larghissima maggioranza con 173 voti contrari, 57 astenuti e 75 voti a favore.
Controverso il caso della collaborazione tra la scienziata e l'azienda farmaceutica italiana Fidia. A partire dal 1975 Levi-Montalcini promosse il farmaco Cronassial, prodotto con cervello bovino. Tutti e tre i farmaci a base di ganglioside, dopo alcuni anni risultarono essere in grado di causare una grave sindrome neurologica (sindrome di Guillain-Barré), nonostante le prestigiose pubblicazioni scientifiche al riguardo di due luminari come Carleton Gajdusek e Julius Axelrod, anche se finanziati sempre dalla stessa multinazionale.
In relazione a questo caso venne gravemente insultata da Beppe Grillo, che patteggiò la condanna per diffamazione aggravata.

Per questa ragione l'Ufficio di Sanità tedesco non concesse al Cronassial il permesso di vendita nel 1983, così come anche altri Paesi lo rifiutarono o lo ritirarono dal mercato. In Italia la vendita e diffusione del farmaco vennero proibite solo nel 1993. In seguito la scienziata italiana dichiarò: 
(Rita Levi-Montalcini)

## Visione religiosa
(Elogio dell'imperfezione)
Nel libro Incontri con menti straordinarie, raccolta di interviste tra l'autore Piergiorgio Odifreddi e importanti scienziati, figura quella con Rita Levi-Montalcini, che alla domanda del professore "Crede in Dio?" dichiarò: «Sono atea. Non so cosa si intenda per credere in Dio».
Tuttavia la scienziata devolse una parte dei proventi del premio Nobel alla comunità ebraica di Roma per la costruzione di una nuova sinagoga.
Nel 2006 si dichiarò invece un'agnostica credente.

## Rapporto con i giovani
Rita Levi-Montalcini lavorò sovente con giovani attraverso progetti del CNR. Alla base di questa volontà di confronto coi giovani vi era una profonda fiducia nelle capacità innovative dell'uomo. Affrontò più volte il tema del rapporto tra le nuove generazioni e lo sviluppo tecnologico, del quale descrisse anche i limiti:
(Rita Levi-Montalcini)
Negli incontri coi giovani emerge l'invito a non concentrare l'attenzione solo su sé stessi, a partecipare ai problemi sociali e fare proposte volte al miglioramento del mondo attuale.
Ai giovani ricercatori suggerì ripetutamente l'esperienza all'estero per poi tornare in Italia, convinta che risiedesse in loro il futuro della ricerca e dell'innovazione scientifica del paese.

## Riconoscimenti
(Motivazione per il Premio Nobel per la medicina 1986)

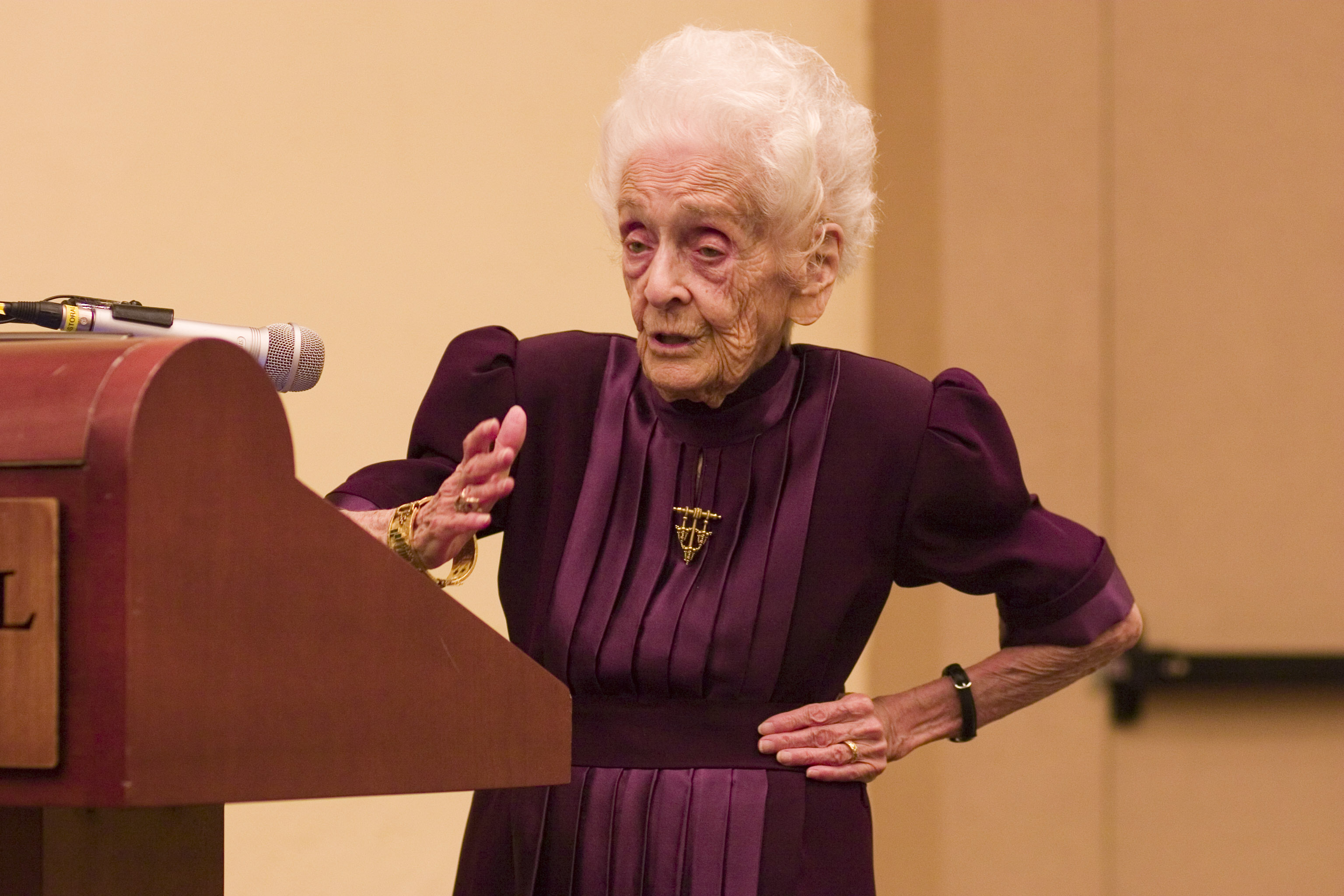
Rita Levi-Montalcini parla come relatrice ospite speciale alla conferenza internazionale di neuroscienza NGF 2008: "Life and Death in the Nervous System"

Rita Levi-Montalcini fu nominata senatrice a vita, dal Presidente della repubblica Carlo Azeglio Ciampi, il 1º agosto 2001.
Oltre al premio Nobel, ricevette numerosi altri riconoscimenti, fra i quali cinque lauree honoris causa: dall'Università di Uppsala, dal Weizmann Institute di Israele, dalla Saint Mary University e dalla Constantinian University (USA), dalla Università Bicocca di Milano e dal Politecnico di Torino.
Nel 1963 fu la prima donna scienziata a ricevere il Premio Max Weinstein, donato dallo United Cerebral Palsy Association per contributi eccezionali nel campo della ricerca neurologica. Fu insignita del William Thomson Wakeman Award dalla National Paraplegia Foundation (1974), il Lewis S. Rosentiel Award per il notevole lavoro nella ricerca medica dalla Brandeis University (1982), il Louisa Gross Horwitz Prize of Columbia University (1983), l'Albert Lasker Basic Medical Research Award (1986). Fu membro della American Academy of Arts and Sciences, della National Academy of Sciences e dell'Accademia Nazionale delle Scienze.
Inoltre vinse il Premio internazionale Saint-Vincent e il Premio Internazionale Feltrinelli, conferitole nel 1969 dall'Accademia dei Lincei. Montalcini figura anche tra i membri onorari del CICAP, fin dalla sua fondazione, ed è Membro dell'Albo d'Onore della UNINTESS di Mantova.
Il 30 gennaio 2004 ricevette la prima edizione (novembre 2003) del Premio Internazionale Bonifacio VIII dall'Accademia Bonifaciana di Anagni.
Il 30 settembre 2009, per i suoi studi sul sistema nervoso, ricevette il Wendell Krieg Lifetime Achievement Award, riconoscimento internazionale istituito dalla più antica associazione internazionale dedicata allo studio del sistema nervoso, il Cajal Club.
Divenne anche presidente onoraria del Comitato Nazionale per la Bioetica.
Nel 2012 fu insignita del Premio Franca Florio "Scienziati Italiani Patrimonio dell'Umanità", conferito agli scienziati Italiani.
Il 22 aprile 2024 venne, inoltre, emessa una moneta commemorativa da 2€ che la raffigura.

### Conferimenti di cittadinanza onoraria
Rita Levi-Montalcini ricevette la cittadinanza onoraria da numerosi comuni italiani: il primo a conferirgliela fu quello di Quattro Castella nel 1985. In seguito divenne cittadina onoraria di Catanzaro, Roma, Palermo, Benevento, Urbino, Cassago Brianza, Casale Monferrato (3 novembre 1987), Medicina (11 aprile 1992), Caprese Michelangelo (12 giugno 2009), Missaglia e Ponte San Nicolò. Scandiano, cittadina onoraria dal 1995.

### Altri riconoscimenti
- Nel 1992 viene eletta Fellow della The World Academy of Sciences for the advancement of science in developing countries (TWAS).[70]
- Accademico d'Onore dell'Accademia delle arti del disegno.[71]
- Il 23 febbraio 2008, nell'aula magna dell'Università di Padova, ha ricevuto il Premio Luigi Coppola – Città di Gallipoli (premio per la ricerca) e il sigillo della città di Padova.
- Il 5 dicembre 2008, a Roma, presso Villa Medici, le è stata assegnata la prima medaglia d'onore dell'Accademia di Francia dal direttore dell'Accademia di Francia a Roma, Frédéric Mitterrand.
- L'asteroide 9722 Levi-Montalcini, scoperto nel 1981, è stato nominato così in suo onore.[72]
- Nell'aprile del 2016 le è stato dedicato un ibrido di orchidea spontanea denominato Ophrys × montalciniae, ibrido tra Ophrys incubacea e Ophrys sphegodes subsp. classica.[73]
- Nell'aprile del 2021 la Giunta di Milano ha deciso di dedicarle il Cardo dell'area Expo 2015.[74] La via è stata intitolata durante una cerimonia avvenuta il 1º maggio 2021 alla presenza della Presidente del Senato Maria Elisabetta Alberti Casellati, il Sindaco di Milano Giuseppe Sala, il Presidente della Regione Lombardia e la nipote ing. Piera Levi-Montalcini.[75]
- Nel 2024 viene coniata una moneta commemorativa da 2 euro dedicata a Rita Levi-Montalcini.

## Opere
- Origine ed Evoluzione del nucleo accessorio del Nervo abducente nell'embrione di pollo, Roma, Tip. Cuggiani, 1942.
- Il messaggio nervoso, con Pietro Angeletti e Giuseppe Moruzzi, Milano, Rizzoli, 1975.
- New developments in neurobiological research, in "Commentarii", vol. III, n. 15, Pontificia Academia Scientiarum, 1976.
- Elogio dell'imperfezione, Milano, Garzanti, 1987. ISBN 88-11-59390-5.
- NGF. Apertura di una nuova frontiera nella neurobiologia, Roma-Napoli, Theoria, 1989. ISBN 88-241-0162-3.
- Sclerosi multipla in Italia. Aspetti e problemi, con Mario Alberto Battaglia, Genova, AISM, 1989. ISBN 88-7148-001-5.
- Presentazione di Max Perutz, È necessaria la scienza?, Milano, Garzanti, 1989. ISBN 88-11-59415-4.
- Prefazione a Carlo Levi, Poesie inedite. 1934-1946, Roma, Mancosu, 1990.
- Prefazione a Gianni Bonadonna, Donne in medicina, Milano, Rizzoli, 1991. ISBN 88-17-84077-7.
- Presentazione di Gilberto Salmoni, Memoria: un telaio infinito Dialogo su un mondo tutto da scoprire, Genova, Costa & Nolan, 1993.
- Prefazione a Giacomo Scotti (a cura di), Non si trova cioccolata. Lettere di bambini jugoslavi nell'orrore della guerra, Napoli, Pironti, 1993. ISBN 88-7937-095-2.
- Reti. Scienza, cultura, economia, con Guido Cimino e Lauro Galzigna, Ancona, Transeuropa, 1993. ISBN 88-7828-101-8.
- Vito Volterra. Il suo percorso, in Scienza, tecnologia e istituzioni in Europa. Vito Volterra e l'origine del CNR, Roma-Bari, Laterza, 1993. ISBN 88-420-4147-5.
- Il tuo futuro, Milano, Garzanti, 1993. ISBN 88-11-73837-7.
- Per i settanta anni della Enciclopedia italiana, 1925-1995, in 1925-1995: la Treccani compie 70 anni. Mostra storico-documentaria, Roma, Treccani, Istituto della Enciclopedia italiana, 1995.
- Prefazione a American Medical Association, L'uso degli animali nella ricerca scientifica. Libro bianco, Bologna, Esculapio, 1995.
- Senz'olio contro vento, Milano, Baldini & Castoldi, 1996. ISBN 88-8089-198-7.
- L'asso nella manica a brandelli, Milano, Baldini & Castoldi, 1998. ISBN 88-8089-429-3.
- La galassia mente, Milano, Baldini & Castoldi, 1999. ISBN 88-8089-636-9.
- Presentazione di Nicola Canal, Angelo Ghezzi e Mauro Zaffaroni, Sclerosi multipla. Attualità e prospettive, Milano, Masson, 1999. ISBN 88-214-2467-7.
- Intervista in Serena Zoli, Storie di ordinaria resurrezione (e non). Fuori dalla depressione e altri mali oscuri, Milano, Rizzoli, 1999. ISBN 88-17-86072-7.
- L'Università delle tre culture. Conferenza della professoressa Rita Levi-Montalcini, Sondrio, Banca Popolare di Sondrio, 1999.
- Cantico di una vita, Milano, Cortina, 2000. ISBN 88-7078-666-8.
- Un universo inquieto. Vita e opere di Paola Levi Montalcini, Milano, Baldini & Castoldi, 2001. ISBN 88-8490-111-1.
- Tempo di mutamenti, Milano, Baldini & Castoldi, 2002. ISBN 88-8490-140-5.
- Tempo di azione, Milano, Baldini Castoldi Dalai, 2004. ISBN 88-8490-429-3.
- Abbi il coraggio di conoscere, Milano, Rizzoli, 2004. ISBN 88-17-00199-6.
- Lungo le vie della conoscenza. Un viaggio per sentieri inesplorati con Rita Levi-Montalcini, con Giuseppina Tripodi, Brescia, Serra Tarantola, 2005. ISBN 88-88507-56-6.
- Eva era africana, Roma, Gallucci, 2005. ISBN 88-88716-35-1.
- I nuovi magellani nell'er@ digitale, con Giuseppina Tripodi, Milano, Rizzoli, 2006. ISBN 88-17-00823-0.
- Tempo di revisione, con Giuseppina Tripodi, Milano, Baldini Castoldi Dalai, 2006. ISBN 88-8490-983-X.
- La vita intellettuale, in La vita intellettuale. Professioni, arti, impresa in Italia e nel pianeta. Atti del forum internazionale, 13 e 14 febbraio 2007, Bologna, Salone del podesta di Palazzo Re Enzo, Piazza del Nettuno, Bologna, Proctor, 2007. ISBN 978-88-95499-00-0.
- Rita Levi-Montalcini con Giuseppina Tripodi racconta la scuola ai ragazzi, Milano, Fabbri, 2007. ISBN 978-88-451-4308-3.
- Le tue antenate. Donne pioniere nella società e nella scienza dall'antichità ai giorni nostri, con Giuseppina Tripodi, Roma, Gallucci, 2008. ISBN 978-88-6145-033-2.
- La clessidra della vita di Rita Levi-Montalcini, con Giuseppina Tripodi, Milano, Baldini Castoldi Dalai, 2008. ISBN 978-88-6073-444-0.
- Ritmi d'arte, Serra Tarantola, 2008 ISBN 88-95839-05-6
- Cronologia di una scoperta, Milano, Baldini Castoldi Dalai, 2009. ISBN 978-88-6073-557-7.
- L'altra parte del mondo, con Giuseppina Tripodi, Milano, Rizzoli, 2009. ISBN 978-88-17-01529-5.

In campo non scientifico, nel 2006, è stata autrice del testo di una canzone dei Jalisse dal titolo Linguaggio Universale che ha partecipato alle selezioni per il Festival di Sanremo 2007, non riuscendo tuttavia a qualificarsi.

## Libri
L'infanzia e l'adolescenza di Rita Levi-Montalcini e dei fratelli Gino, Nina e Paola è raccontata, basandosi sulle lettere dell'epistolario con il padre Adamo, nel libro  Un sogno al microscopio. Il viaggio verso il Nobel di Rita Levi-Montalcini., scritto da Piera Levi-Montalcini e Alberto Cappio con la collaborazione di Nicoletta Bortolotti.